# Ilarvirus CVV
Espèce
Synonymes
- Citrus variegation virus (ICTV, 1976)
- Citrus crinkly leaf virus
- Citrus infectious variegation virus
- Citrus variegation ilarvirus

Ilarvirus CVV (virus de la panachure infectieuse des agrumes) est une espèce de virus du genre Ilarvirus (famille des Bromoviridae) présente ans diverses régions agrumicoles du monde. Ce sont des virus à ARN linéaire, à simple brin et à polarité positive (ssRNA). Ces phytovirus infectent des plantes du genre Citrus (agrumes), notamment les citronniers et mandariniers, chez lesquelles ils provoquent une maladie appelée « panachure infectieuse des agrumes ». Ces virus sont classés dans le groupe IV de la classification Baltimore.